# Scott Draper
Scott Draper (Brisbane, 5 de Junho de 1974) é um ex-tenista e golfista profissional australiano.

## Grand Slam finais

### Duplas Mistas: 1 (1 título)
| Posição | Ano  | Campeonato      | Piso | Parceira        | Oponentes                  | Placar           |
| Campeão | 2005 | Australian Open | Duro | Samantha Stosur | Liezel Huber Kevin Ullyett | 6–2, 2–6, 7–6(6) |